# 广灵二路
广灵二路是位於中國上海市虹口區一條東西走向道路，道路西起涼城路，东至中山北一路與赤峰路相接。道路所在地原本是住屋和荒地。道路建于1957年（一說建於1954年），路名來自山西省广灵县。